# 和香
和香（わか、本名非公開、1979年12月15日 - ）は、埼玉県出身の女優、ファッションモデルである。シックスセンス所属。かつてはボン イマージュに所属していた。
主にCMやファッション雑誌で活躍する。実家はお好み焼き屋である。

## エピソード
- 『仮面ライダー555』第24話において、テレビ版では初となる仮面ライダーカイザへの変身シーンを披露し、かつ変身した女優である。また、普段は柔和な人柄だが、撮影中は役柄になりきり怖い雰囲気に一変したとスタッフが語っている[どこ?]。
- 『555』最終回手前で自身の撮影はすべて終了したが、再び現場に姿を現した和香は周囲から「なぜ撮影に来た?」と言われたが、これは怪人スーツを自ら着込みラストカットに参加したためである。オルフェノクの王の力により生命を授かるシーン及び倒された王に寄り添うロブスターオルフェノクは、自身がスーツアクターを務めている。

## 出演

### テレビ
- 2003年  『仮面ライダー555』影山冴子 役

### CM
- コカ・コーラ ライフ

### 雑誌
- SAKURA
- Spring
- sweet